# Strada statale 45 ter Gardesana Occidentale
La strada statale 45 ter Gardesana Occidentale (SS 45 ter) è una strada statale italiana.

## Percorso
La strada statale 45 ter ha origine dalla SS 45 bis presso Villanuova sul Clisi; ha termine presso Vobarno nell'ex SS 237.
La strada ha una lunghezza di 4,500 chilometri ed è interamente gestita dal Compartimento di Milano.